# Elodes eberti caucasicus
Elodes eberti caucasicus es una subespecie de coleóptero de la familia Scirtidae.

## Distribución geográfica
Habita en los territorios que antes se llamaban Unión Soviética, el Cáucaso, Araxesthal.